# Krutoi (Saràtov)
|  | Per a altres significats, vegeu «Krutoi». |

Krutoi (en rus: Крутой) és un poble (un khútor) de l'óblast de Saràtov, a Rússia, segons el cens rus del 2018 tenia 2 habitants. Pertany al districte d'Aleksàndrov Gai.